# Anua tumidilinea
Anua tumidilinea är en fjärilsart som beskrevs av Walker 1858. Anua tumidilinea ingår i släktet Anua och familjen nattflyn. Inga underarter finns listade i Catalogue of Life.